# Olafur Eliasson (dokumentarfilm)
|  | Sammenskrivningsforslag Artiklerne Olafur Eliasson: Space Is Process, Olafur Eliasson (dokumentarfilm) er foreslået sammenskrevet. (Siden marts 2025) Diskutér forslaget |

|  | Denne artikel er oprettet af botten Steenthbot ud fra en ekstern database. Den kan derfor have sproglige fejl eller mangler. Denne skabelon kan fjernes efter kontrol af indholdet. |

Olafur Eliasson er en dansk portrætfilm fra 2010 instrueret af Jacob Jørgensen.

## Handling
Filmen følger den dansk/islandske kunstner Olafur Eliasson, og viser flere af hans store og små projekter, fra de første skitser til deres endelige destination. Filmen følger Eliasson i årene 2004-2009 under det krævende arbejde med blandt andet installationen 'Waterfalls' og hans store retrospektive udstilling på Museum of Modern Art i New York. I Eliassons eget studie i Berlin, der er en af Europas mest kreative arbejdspladser, skabes hans værker i samarbejde med forskere, ingeniører, arkitekter, teknikere og kunsthistorikere. I filmen fortæller Eliasson sine markante synspunkter om især forholdet mellem kunstværk og beskuer, som er et kernepunkt i hans univers; han skaber interaktion og hans værker er i konstant udvikling; de forandres, hver gang en ny person ser det og tager del i det. At kunsten skal have virkelige konsekvenser og ændre samfundet, er afgørende i Eliassons produktion.